# HŽ 2041 sorozat
A HŽ 2041 sorozat egy horvát Bo'Bo' tengelyelrendezésű dízelmozdony-sorozat. A HŽ üzemelteti. Beceneve: „Đuran”. A mozdonyt könnyű személy- és tehervonatok vontatására és nehéz tolatószolgálatra alkalmazzák.